# Diocesi di Fort Wayne-South Bend
La diocesi di Fort Wayne-South Bend (in latino Dioecesis Wayne Castrensis-South Bendensis) è una sede della Chiesa cattolica negli Stati Uniti d'America suffraganea dell'arcidiocesi di Indianapolis. Nel 2021 contava 162.200 battezzati su 1.311.570 abitanti. È retta dal vescovo Kevin Carl Rhoades.

## Territorio
La diocesi comprende 14 contee dello stato dell'Indiana, negli Stati Uniti d'America: Adams, Allen, DeKalb, Elkhart, Huntington, Kosciusko, Lagrange, Marshall, Noble, St. Joseph, Steuben, Wabash, Wells e Whitley.
Sede vescovile è la città di Fort Wayne, dove si trova la cattedrale dell'Immacolata Concezione (Cathedral of the Immaculate Conception). A South Bend si trova la concattedrale di San Matteo (Saint Matthew's). A Notre Dame sorge la basilica minore del Sacratissimo Cuore.
Il territorio si estende su 15.200 km² ed è suddiviso in 81 parrocchie.

## Storia
La diocesi di Fort Wayne fu eretta l'8 gennaio 1857 con il breve Ex debito pastoralis di papa Pio IX, ricavandone il territorio dalla diocesi di Vincennes (oggi arcidiocesi di Indianapolis).
Originariamente suffraganea dell'arcidiocesi di Cincinnati, il 21 ottobre 1944 è entrata a far parte della provincia ecclesiastica dell'arcidiocesi di Indianapolis.
Il 21 ottobre 1944 e il 10 dicembre 1956 cedette porzioni del suo territorio a vantaggio dell'erezione rispettivamente delle diocesi di Lafayette in Indiana e di Gary.
Il 28 maggio 1960 per effetto del decreto In dioeceseos Vayne Castrensis della Congregazione Concistoriale la chiesa di San Matteo di South Bend fu elevata alla dignità di concattedrale e la diocesi assunse il nome di Fort Wayne-South Bend.

## Cronotassi dei vescovi
Si omettono i periodi di sede vacante non superiori ai 2 anni o non storicamente accertati.
- John Henry Luers † (22 settembre 1857 - 29 giugno 1871 deceduto)
- Joseph Gregory Dwenger, C.PP.S. † (10 febbraio 1872 - 22 gennaio 1893 deceduto)
- Joseph (James) Rademacher † (15 luglio 1893 - 12 giugno 1900 deceduto)
- Herman Joseph Alerding † (30 agosto 1900 - 6 dicembre 1924 deceduto)
- John Francis Noll † (12 maggio 1924 - 31 luglio 1956 deceduto)
- Leo Aloysius Pursley † (29 dicembre 1956 - 24 agosto 1976 dimesso)
- William Edward McManus † (24 agosto 1976 - 18 febbraio 1985 ritirato)
- John Michael D'Arcy † (18 febbraio 1985 - 14 novembre 2009 ritirato)
- Kevin Carl Rhoades, dal 14 novembre 2009

## Galleria d'immagini

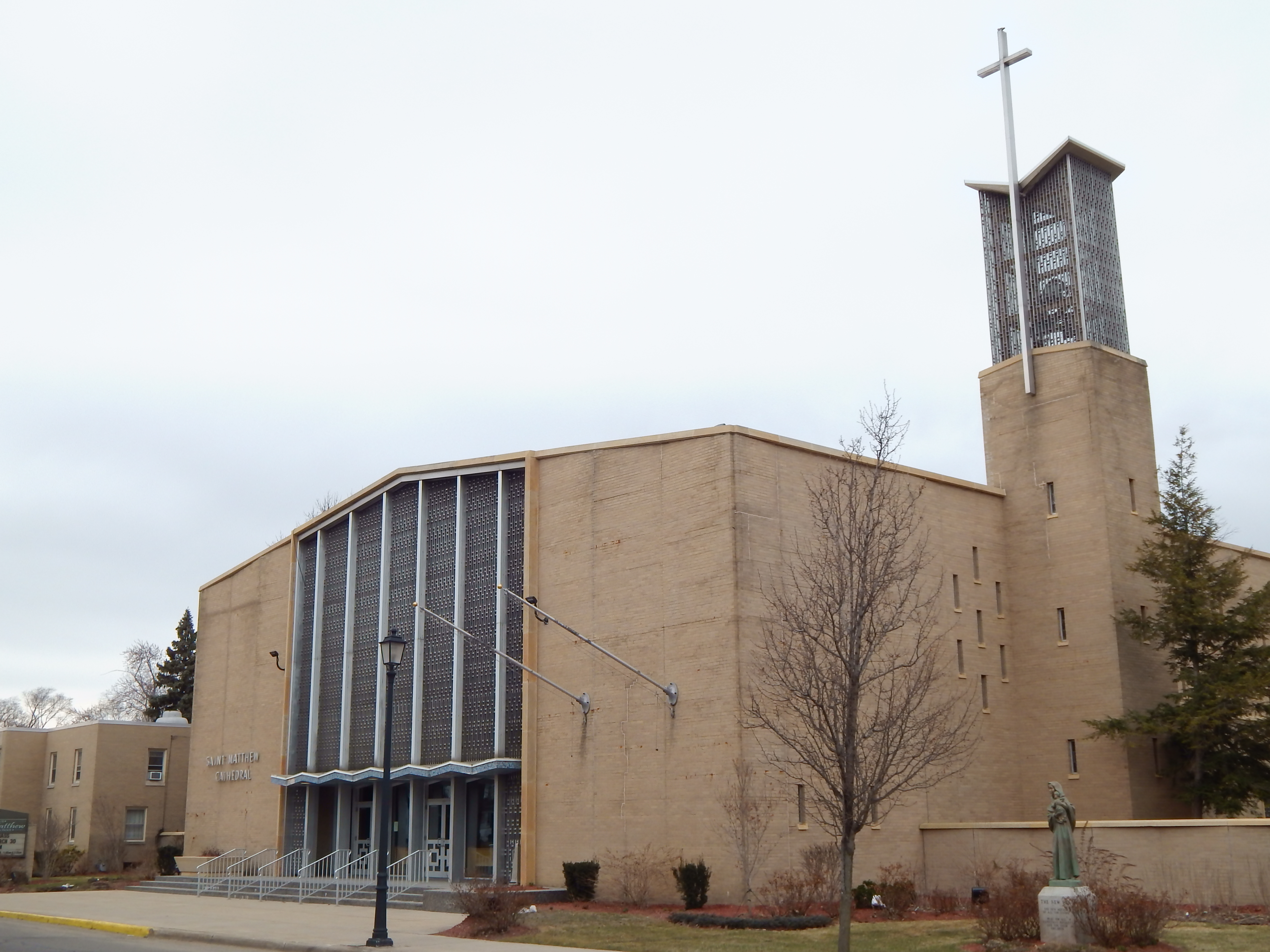
La concattedrale di San Matteo di South Bend.
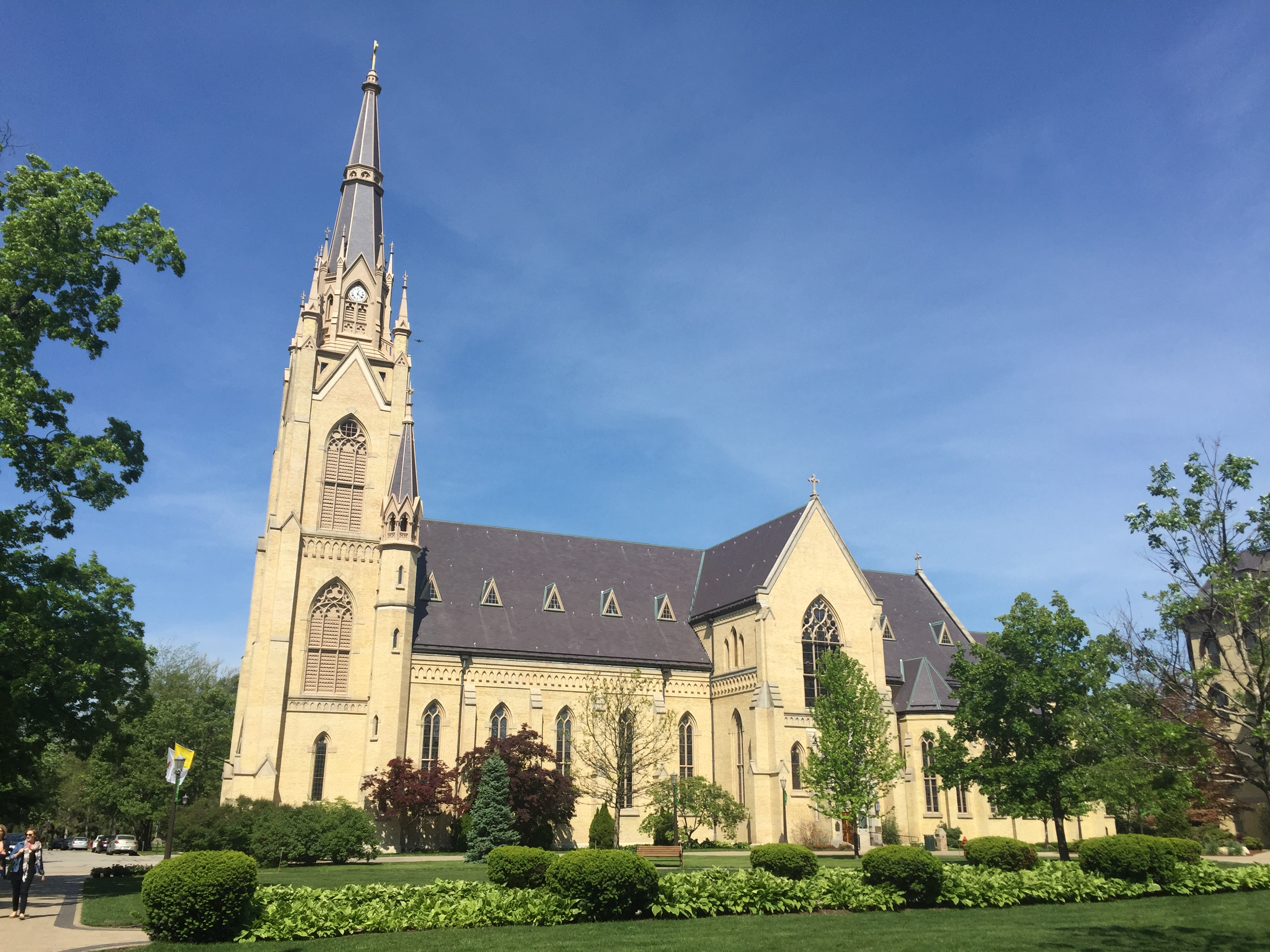
Vista laterale della basilica minore del Sacratissimo Cuore a Notre Dame.

## Statistiche
La diocesi nel 2021 su una popolazione di 1.311.570 persone contava 162.200 battezzati, corrispondenti al 12,4% del totale.
| anno | popolazione | popolazione | popolazione | presbiteri | presbiteri | presbiteri | presbiteri                | diaconi | religiosi | religiosi | parrocchie |
| anno | battezzati  | totale      | %           | numero     | secolari   | regolari   | battezzati per presbitero | diaconi | uomini    | donne     | parrocchie |
| ---- | ----------- | ----------- | ----------- | ---------- | ---------- | ---------- | ------------------------- | ------- | --------- | --------- | ---------- |
| 1950 | 192.252     | 1.031.496   | 18,6        | 487        | 229        | 258        | 394                       |         | 89        | 3.145     | 152        |
| 1966 | 150.224     | 892.649     | 16,8        | 486        | 139        | 347        | 309                       |         | 574       | 1.184     | 86         |
| 1970 | 146.605     | 919.695     | 15,9        | 407        | 119        | 288        | 360                       |         | 507       | 1.020     | 89         |
| 1976 | 151.087     | 973.764     | 15,5        | 375        | 148        | 227        | 402                       | 16      | 436       | 922       | 82         |
| 1980 | 147.438     | 993.000     | 14,8        | 323        | 109        | 214        | 456                       | 16      | 410       | 887       | 89         |
| 1990 | 151.427     | 1.086.046   | 13,9        | 277        | 107        | 170        | 546                       | 32      | 342       | 889       | 90         |
| 1999 | 156.621     | 1.156.129   | 13,5        | 276        | 101        | 175        | 567                       | 32      | 105       | 682       | 87         |
| 2000 | 163,319     | 1.170.337   | 14,0        | ?          | 91         | ?          | ?                         | 24      | 113       | 656       | 87         |
| 2001 | 166.108     | 1.170.337   | 14,2        | 259        | 88         | 171        | 641                       | 24      | 331       | 656       | 87         |
| 2002 | 165.744     | 1.178.520   | 14,1        | 277        | 110        | 167        | 598                       | 25      | 321       | 617       | 87         |
| 2003 | 166.816     | 1.178.520   | 14,2        | 274        | 109        | 165        | 608                       | 22      | 330       | 622       | 87         |
| 2004 | 162.043     | 1.217.932   | 13,3        | 270        | 104        | 166        | 600                       | 19      | 326       | 581       | 84         |
| 2006 | 159.888     | 1.247.850   | 12,8        | 249        | 101        | 148        | 642                       | 18      | 289       | 558       | 84         |
| 2013 | 165.000     | 1.311.000   | 12,6        | 271        | 99         | 172        | 608                       | 20      | 316       | 455       | 81         |
| 2016 | 159.825     | 1.265.972   | 12,6        | 292        | 101        | 191        | 547                       | 22      | 319       | 400       | 81         |
| 2019 | 161.200     | 1.303.133   | 12,4        | 280        | 107        | 173        | 575                       | 30      | 270       | 376       | 81         |
| 2021 | 162.200     | 1.311.570   | 12,4        | 249        | 93         | 156        | 651                       | 30      | 263       | 322       | 81         |